# ماريو سينتينو
ماريو سينتينو هو اقتصادي وسياسي برتغالي، ولد في 9 ديسمبر 1966 في أولهاو في البرتغال. نشط حزبياً في الحزب الاشتراكي (البرتغال). وقد انتخب حاكم بنك البرتغال ‏ (20 يوليو 2020 – ) وانتخب minister for Finance ‏ (26 نوفمبر 2015 – 15 يونيو 2020) وفي 2015 Portuguese legislative election ‏، انتخب عضو مجلس الجمهورية ‏ عن دائرة لشبونة ‏ وقد انضم خلال فترته النيابية ‏ للكتلة البرلمانية الحزب الاشتراكي (البرتغال).

## وصلات خارجية
- ماريو سينتينو على موقع مونزينجر (الألمانية)